# いけない女子高物語
『いけない女子高物語』（いけないじょしこうものがたり）は日本テレビ系列で1990年1月13日 - 3月24日に土曜グランド劇場枠で放送されたテレビドラマ。

## 概要
横浜にある名門女子高校「私立マリアーナ学園」が舞台の青春学園ドラマである。この学校では規則・校則が厳しく、不満を抱えた生徒たちが多い。教師たちは理事長のきぬや、その息子で学園長の一実の機嫌を伺いながら事なかれ主義に向かうばかり。そんな中、28歳で現役のロックシンガー・松村美鈴が産休補助教師として赴任した。生徒たちとのふれあいを求めようとする美鈴と、学校の日常・問題などを描いた。

## キャスト
- 松村美鈴:古手川祐子
- 西野孝:植草克秀（少年隊）
- 神田律子:高橋ひとみ
- 綾王子一実:三浦洋一
- 綾王子きぬ:菅井きん
- ダンプ松本
- 大曲教頭:北村総一朗
- マリエ:小高恵美
- 由加:仁藤優子
- サチ:北岡夢子
- 山口弘美
- 純子:若林志穂
- 菜奈:三野輪有紀
- 綾:吉永みのり
- 聡子:鶴田真由
- 横田:北見敏之
- タンバ:ラッシャー木村
- とおる:薬丸裕英（元シブがき隊）

## テーマ曲
- 主題歌　「青春」　森高千里
- 挿入歌　「星屑たちのHEAVEN」　G･GRIP
  - 作詞：松井五郎　作曲：都志見隆　編曲：G★GRIP、志熊研三

## スタッフ
- 脚本:矢島正雄
- 音楽:大谷和夫
- プロデュース:東城祐司、小山啓、川原康彦
- 演出:井上健、小山啓、津崎敏喜
- 制作協力:PDS

製作著作:日本テレビ

## サブタイトル
| 話数 | 放送日         | サブタイトル     | 演出     |
| ---- | -------------- | ---------------- | -------- |
| 1    | 1990年 1月13日 | やるっきゃない   | 井上健   |
| 2    | 1月20日        | 愛をナメんなよ！ | 井上健   |
| 3    | 1月27日        | 妊娠してもいい頃 | 小山啓   |
| 4    | 2月3日         | 胸はって失恋体験 | 小山啓   |
| 5    | 2月10日        | バレンタイン革命 | 小山啓   |
| 6    | 2月17日        | 胸いっぱいの愛を | 井上健   |
| 7    | 2月24日        | エ!?しちゃった   | 津崎敏喜 |
| 8    | 3月3日         | 退学バンザイ!!   | 津崎敏喜 |
| 9    | 3月10日        | 占いパニック!!   | 小山啓   |
| 10   | 3月17日        | 結婚しようよ！   | 小山啓   |
| 11   | 3月24日        | 卒業そして心の旅 | 小山啓   |

| 日本テレビ 土曜グランド劇場           | 日本テレビ 土曜グランド劇場         | 日本テレビ 土曜グランド劇場     |
| 前番組                                | 番組名                              | 次番組                          |
| ------------------------------------- | ----------------------------------- | ------------------------------- |
| 恋人の歌がきこえる (1989年10月～12月) | いけない女子高物語 (1990年1月～3月) | 外科医有森冴子 (1990年4月～6月) |